# ケント (たばこ)

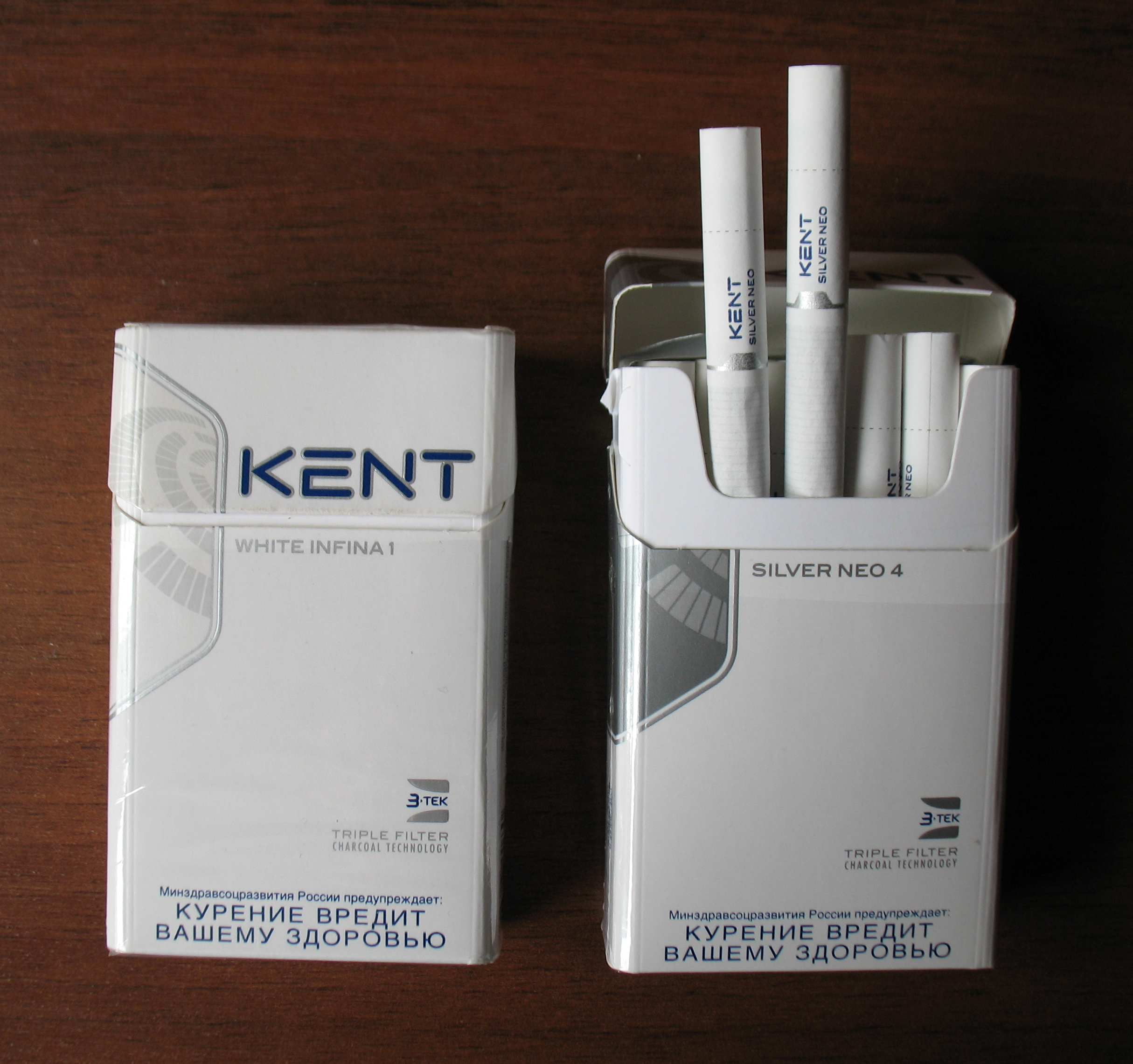
ロシアで販売されているケント・ホワイト・インフィニア（ウルトラ1に相当）とケント・シルバー・ネオ（エクストラ3に相当）

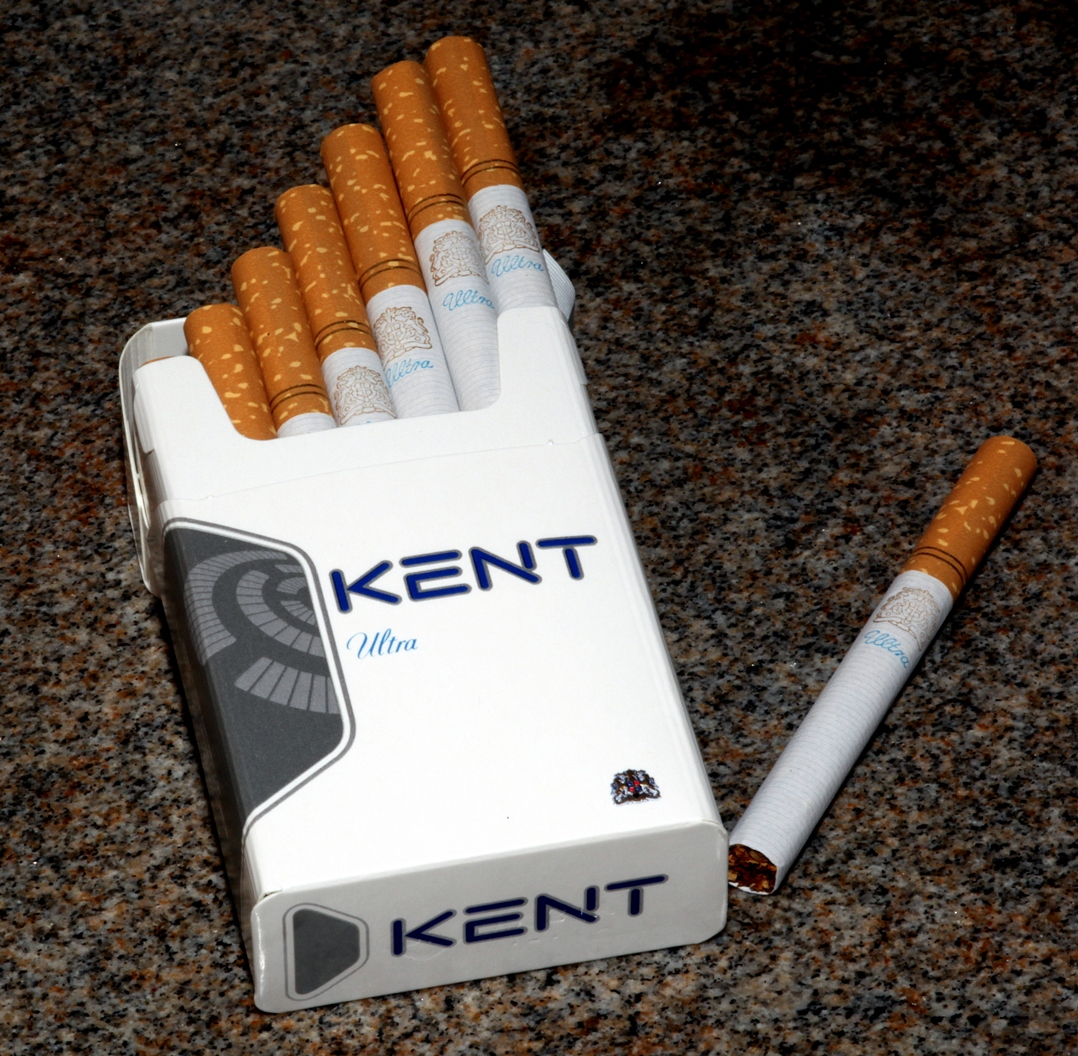
南アフリカで販売されているケント・ウルトラ。ベンソン&ヘッジス・ウルトラマイルドとして販売されていた商品のブランドを変更したものである

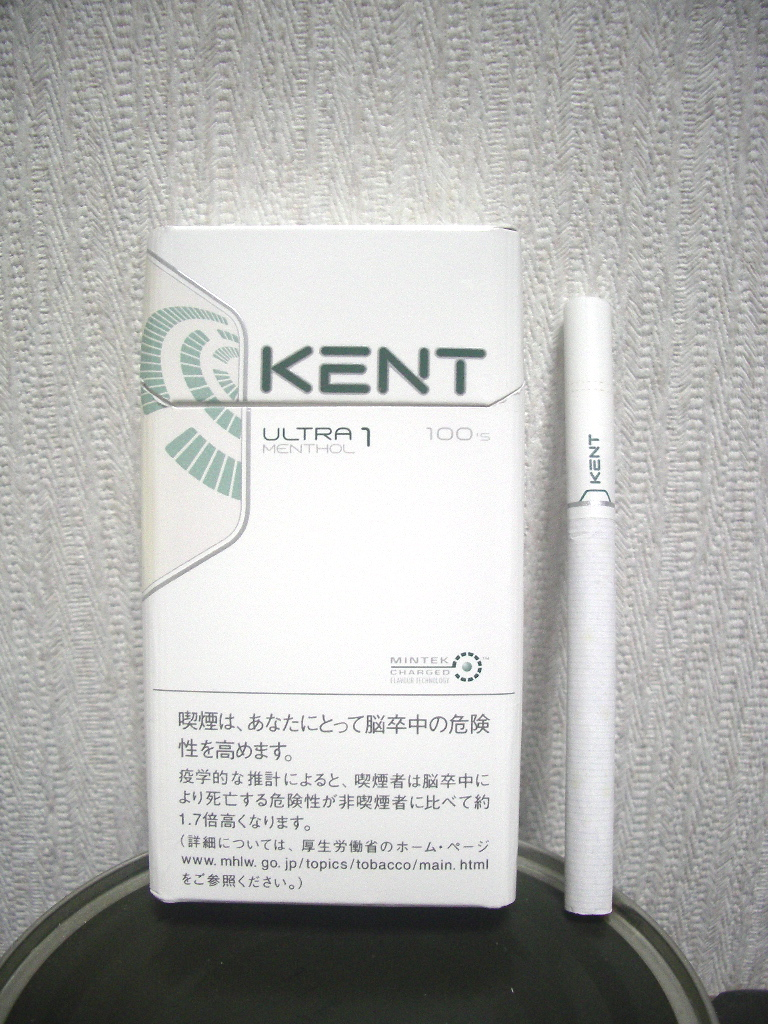
ケント・ウルトラ・メンソール・100s・ボックス

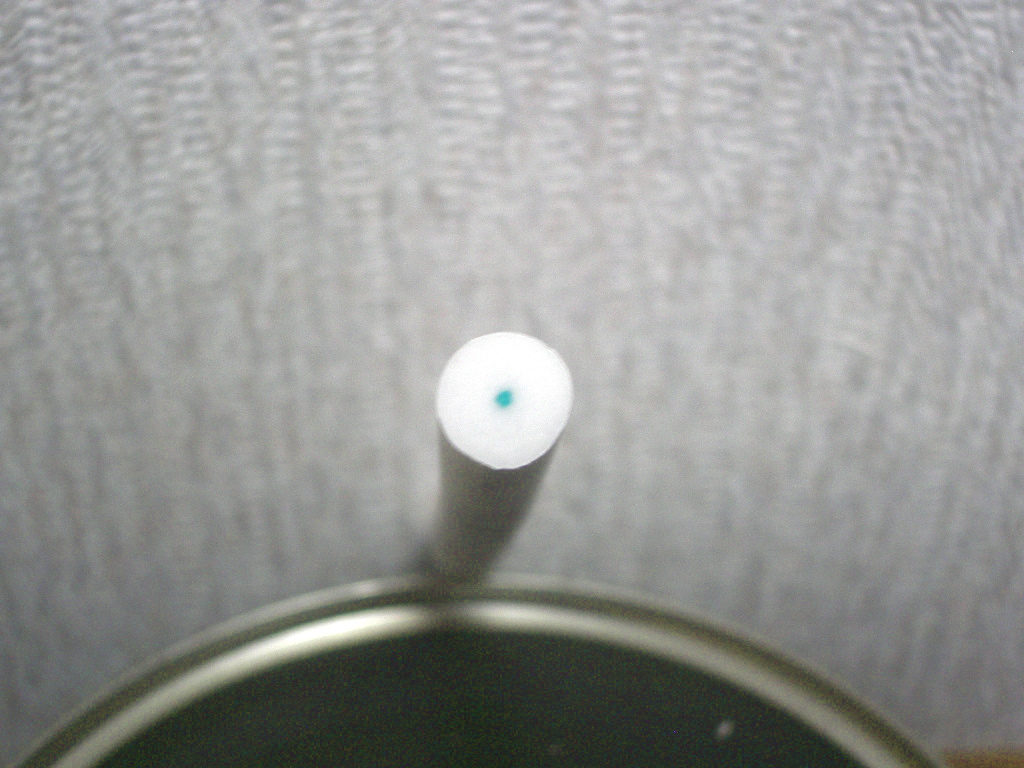
ケント・ウルトラ・メンソール・100s・ボックスのフィルタ部分（天然メンソールに浸した緑色の糸が入っている）

ケント（KENT）は、たばこの銘柄の一つ。日本ではブリティッシュ・アメリカン・タバコ・ジャパン（BATJ）が輸入し、販売している。

## 雑記
- 1952年にアメリカで販売開始された。一般的に世界初のフィルター付き煙草とされているが、1931年に誕生したパーラメントの方が先だという説もある。
- 商品名のケントは、ケントを最初に発売したロリアード・タバコ社のかつての社長であるハーバート・ケントに因んでいる。また、古城が数多く現存する英国ケント州にも因んでおり、かつてパッケージの封緘紙の部分に古城のロゴが描かれていた。
- 発売当初は、フィルターにアスベストが使用されていたといわれているが、現在はアセテート繊維が原料である。(後に、BAT社はホームページ上でこの件について否定している。)
- かの大女優オードリー・ヘップバーンが愛したタバコとしても有名。
- 現在、日本で販売されているケントファミリーは、全て韓国製となっている。

## ラインナップ

### ケント（JETFILTER）
kent
2013年10月中旬より、TASTEKやMINTEKに代わって発売されたジェットフィルターは、中空フィルターを含む三層構造フィルターを採用することで、従来品と比べ、よりマイルドで深みのある味わいを実現している。2012年9月よりレギュラー製品（旧TASTEK）のみ広島県限定で先行して切り替わり、2013年10月中旬よりメンソール2種（旧MINTEK）を追加して全国発売となっている。

### ケント・アイ・ブースト（iBOOST）
1mg・100'sとシトリックを除くメンソール製品は、2013年3月中旬よりフィルター内にメンソールカプセルを入れ、アイ・ブーストとして独立している。これにより、より強い爽快感を実現している。

### ケント・アイスイッチ・1（iSWITCH）
アイ・スイッチ1は、フィルター内のカプセルをつぶすことで、レギュラー味からメンソール味に変えることが出来る商品である。ロシア・韓国・ウクライナ・リトアニア・ルーマニアなどでは、「KENT CONVERTIBLES」、チリでは「KENT Ice Plus」の名称で同様の商品を発売したが、ルーマニアなどではiSWITCHに変更している。前身のスイッチ6は、先に定着したラーク・ハイブリッドよりも早い2008年6月1日に福岡県限定でテスト販売されたが、当時の通常商品より30円高い価格が災いし、2009年7月に廃止された。その反省を踏まえ、アイ・スイッチ1は通常商品と同価格で販売されている。

### ケント・ナノテック（NANOTEK）
ナノテックシリーズは、ヴォーグやカプリと同様に、直径5mm程度のスーパースリムである。遜色ない味わいで、「薄型スタイル、濃縮テイスト」を実現している。一般的な太さの製品はアメリカで製造しているが、ナノテックシリーズはシンガポールで製造されている。2012年4月上旬のリニューアルにより、「NANOTEK 2.0」の表記が入り、従来よりさらに深い味わいとなった。

### ケント・エス・シリーズ（S-SERiES）
エスシリーズは、ナノテックと同様に、直径5mm程度のスーパースリムであり、こちらは100'sサイズである。一般的な太さの製品はアメリカで製造しているが、エスシリーズは韓国で製造されている。HDシリーズが販売されている国では、HD-Sの名称で販売されている。

### ケント・テイストプラス（TASTE+）
テイストプラスは、人工添加物を使用せず、厳選されたバージニア葉を使用し、ジェットフィルターと組み合わせることで、雑味のないスムースなうまさを実現している。なお、リトアニアではサラウンド（後述）をテイストプラスにリニューアルしているが、バークレイを前身とする中身は変更されておらず、日本のテイストプラスとは全く違う商品となっている。

### 海外販売のみの商品（国内販売終了品も含む）

#### ケント（旧シリーズ）
日本では1959年12月より販売開始され、「紙臭い」「機械油のにおいがする」などの批判的な意見もあったが、1987年3月発売のケント・マイルド（現在の9mg）を皮切りに、低タール製品を次々と導入し、輸入煙草の関税廃止後はボックスを含めてマイルドセブン（当時はボックスは10円高く、喫味も違っていた）と同じ価格に設定することで、徐々に普及して行った。
日本では、2004年10月にTASTEKにリニューアルされ、海外でもほとんどの国で3 TEKやHDにリニューアルされているが、ルーマニアでは現在でもデラックス100'sのみ旧シリーズの製品を販売し、アメリカでは独自のデザインで旧シリーズのみを販売している。

#### ケント（TASTEK/3 TEK）
レギュラー製品は、2004年10月のリニューアルにより、3層構造（中心のチャコールフィルターをアセテートフィルターで挟んである）のフィルターを使用したTASTEKシステムが用いられている。これにより、滑らかな吸い心地とスムースな味わいを実現している。海外では、「3 TEK」の名称で販売されている国が多いが、フィルターの構造は同じである。日本においては、2013年10月中旬より、ジェットフィルターが全国発売となるため、旧世代にあたるTASTEKは製造終了している。

#### ケント・HD
HDシリーズは、フィルター内にスレッドを挿入することにより、味わいや刺激を増幅して、「はっきり強い、しっかりうまい」を実現している。日本では、TASTEKとは別の商品として発売され、9ヶ月で販売を終了したが、ロシアなど、ヨーロッパの一部では、3 TEKからHDにリニューアルされている。また、韓国でも3 TEKとは別の商品として発売されたが、韓国では2012年現在でも併売されている。

#### ケント・メンソール（MINTEK）
メンソール製品（最終的には1mg・100'sとシトリック）は、煙草葉に天然メンソールを噴射し、フィルターにメンソールスレッド（メンソールを染み込ませた糸）を入れたMINTEKシステムが用いられている。これにより、非常に強いメンソール感を実現している。また、シトリックではメンソールとシトラスのスレッドを使用している。フィルター内にメンソールカプセルを入れたアイ・ブーストは、当初はMINTEKの一環として「ケント・ブースト・メンソール・1・100's・ボックス」が発売されたが、2013年3月中旬より1mg・100'sとシトリックを除く全銘柄にカプセルを入れ、アイ・ブーストとして独立している。残る1mg・100'sとシトリックも、2013年10月中旬よりジェットフィルターに変更されている。

#### ケント・サラウンド（SURROUND）
前身は、1966年にアメリカでブラウン・アンド・ウィリアムソン社から発売された「バークレイ（CigarettesPedia）」で、2006年に商標をR.J.レイノルズ・タバコ・カンパニーに売却した。当初はデザインをほとんど変えずにケントにブランドを変更したり、当時の他のケントと統一されたデザイン（左側の枠は茶色）で、ケント・アクトロンやケント・オリジナル・ブラウン等の名称で販売していたが、2009年に「ケント・サラウンド」としてリニューアルされ、デザインも独自のものになるとともに、日本でも短期間販売された。
フィルター部分（レギュラー・メンソール共にプレーンフィルター）に4本のスリットが入っており、これによって口の中で煙が渦巻くようになっているのが特徴だが、香りが非常に独特なことから、日本では受け入れられず、半年程度で販売を終了した（バークレイの頃にも、1990年代初頭に販売されていたことがあるが、同様の理由で短命に終わっている）。

#### ケント（旧ベンソン&ヘッジス）
南アフリカでは、ベンソン&ヘッジス（B&H）のブランド名をケントに変更しているが、ケントがアメリカンブレンドであるのに対し、B&Hはバージニアブレンドで、味や品質はまったく違う。